# Dwight Thomas
Dwight Thomas (Kingston, 23 settembre 1980) è un ostacolista e velocista giamaicano.
In carriera si è laureato campione mondiale con la staffetta 4×100 metri, pur gareggiando unicamente in batteria.

## Palmarès
| Anno | Manifestazione          | Sede        | Evento      | Risultato        | Prestazione | Note        |
| ---- | ----------------------- | ----------- | ----------- | ---------------- | ----------- | ----------- |
| 1998 | Mondiali juniores       | Annecy      | 100 m piani | Bronzo           | 10"40       |             |
| 1999 | Giochi panamericani     | Winnipeg    | 4×100 m     | Bronzo           | 38"18       |             |
| 2000 | Giochi olimpici         | Sydney      | 200 m piani | Quarti di finale | 20"58       |             |
| 2000 | Giochi olimpici         | Sydney      | 4×100 m     | 4º               | 38"20       |             |
| 2001 | Mondiali                | Edmonton    | 4×100 m     | Batteria         | 40"05       |             |
| 2002 | Giochi del Commonwealth | Manchester  | 100 m piani | 4º               | 10"15       |             |
| 2002 | Giochi del Commonwealth | Manchester  | 4×100 m     | Argento          | 38"62       |             |
| 2003 | Mondiali indoor         | Birmingham  | 60 m piani  | Semifinale       | 7"33        |             |
| 2003 | Mondiali indoor         | Birmingham  | 60 m hs     | Batteria         | 7"81        |             |
| 2003 | Mondiali                | Saint-Denis | 100 m piani | Semifinale       | 10"19       |             |
| 2003 | Mondiali                | Saint-Denis | 4×100 m     | Finale           | dnf         |             |
| 2004 | Mondiali indoor         | Budapest    | 60 m hs     | 8º               | 7"87        |             |
| 2004 | Giochi olimpici         | Atene       | 100 m piani | Semifinale       | 10"28       |             |
| 2004 | Giochi olimpici         | Atene       | 4×100 m     | Batteria         | 38"71       |             |
| 2005 | Mondiali                | Helsinki    | 100 m piani | 5º               | 10"09       |             |
| 2007 | Mondiali                | Osaka       | 4×100 m     | Argento          | 37"89       | [ 2 ]       |
| 2008 | Giochi olimpici         | Pechino     | 4×100 m     | dq               | 37"10       | [ 2 ] [ 3 ] |
| 2009 | Mondiali                | Berlino     | 110 m hs    | 7º               | 13"56       |             |
| 2009 | Mondiali                | Berlino     | 4×100 m     | Oro              | 37"31       | [ 2 ]       |
| 2011 | Mondiali                | Taegu       | 110 m hs    | Finale           | dnf         |             |
| 2015 | Giochi panamericani     | Toronto     | 110 m hs    | Semifinale       | 13"58       |             |

## Altre competizioni internazionali
2005
- Bronzo alla World Athletics Final ( Monaco), 100 m piani - 10"01

2009
- Bronzo alla World Athletics Final ( Salonicco), 110 m hs - 13"29